# 완도신지동중학교
완도신지동중학교는 전라남도 완도군 신지면 신지로 854(월양리)에 있었던 중학교이다.

## 연혁
- 1971년 2월 2일 초대 박동혁 교장 취임
- 1971년 3월 10일 완도신지동중학교 개교
- 1994년 2월 15일 제21회 졸업식 55명 졸업(누계: 2,605명)
- 1994년 3월 1일 폐교 및 완도신지서중학교 통폐합